# Gunung Keupanji
Gunung Keupanji är ett berg i Indonesien.   Det ligger i provinsen Aceh, i den västra delen av landet, 1 600 km nordväst om huvudstaden Jakarta. Toppen på Gunung Keupanji är 1 271 meter över havet, eller 111 meter över den omgivande terrängen. Bredden vid basen är 2,1 km.
Terrängen runt Gunung Keupanji är kuperad åt sydväst, men åt nordost är den bergig.Runt Gunung Keupanji är det glesbefolkat, med 11 invånare per kvadratkilometer. Det finns inga samhällen i närheten. I omgivningarna runt Gunung Keupanji växer i huvudsak städsegrön lövskog.